# Wohnen ist Menschenrecht

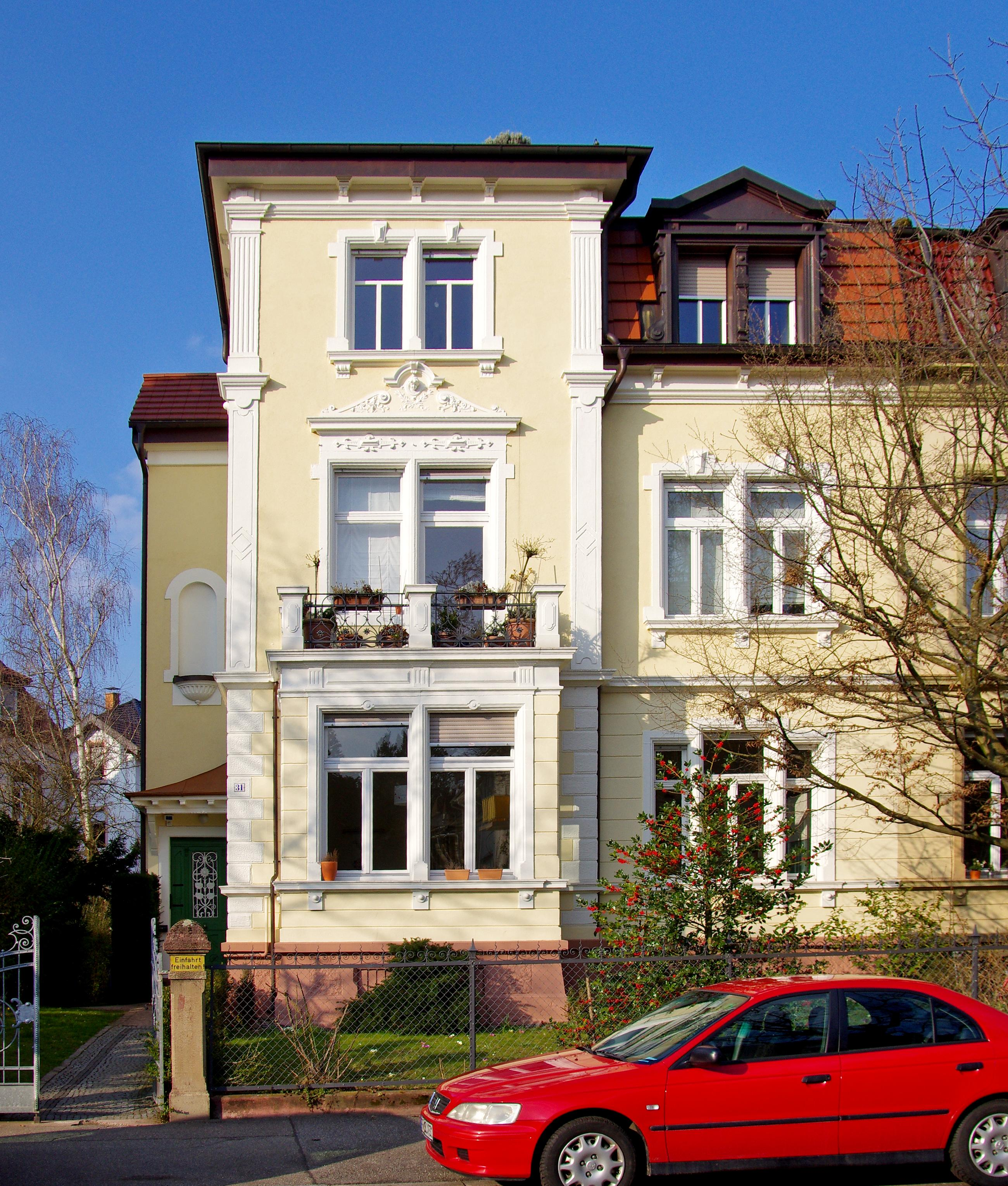
Sitz der Bürgerinitiative Wohnen ist Menschenrecht in der Starkenstraße 31

Die Bürgerinitiative Wohnen ist Menschenrecht (WiM) entstand anlässlich des im Jahr 2006 geplanten Verkaufs des städtischen Sozialen Wohnungsbaus in Freiburg im Breisgau in Form der Freiburger Wohnungsgesellschaft Stadtbau (FSB).
Der geplante Verkauf wurde durch einen Bürgerentscheid gekippt, der durch die Bürgerinitiative WiM initiiert wurde. Dieser Verkaufsstopp hatte bundesweite Aufmerksamkeit erregt.

## Zielsetzung
Der Verein setzt sich für die Verwirklichung des Rechts auf Wohnen für alle ein. Wohnen ist Menschenrecht bezieht sich, gerade auch mit ihrer Namensgebung, auf das in der UN-Charta festgeschriebene Menschenrecht auf Wohnen:

„Jeder hat das Recht auf einen Lebensstandard, der seine und seiner Familie Gesundheit und Wohl gewährleistet, einschließlich Nahrung, Kleidung, Wohnung, ärztliche Versorgung und notwendige soziale Leistungen gewährleistet sowie das Recht auf Sicherheit im Falle von Arbeitslosigkeit, Krankheit, Invalidität oder Verwitwung, im Alter sowie bei anderweitigem Verlust seiner Unterhaltsmittel durch unverschuldete Umstände.“

Konkretisiert sind die Ziele der Bürgerinitiative in ihrem sogenannten Mietenpolitischen Programm.

## Bürgerentscheid 2006
Der Oberbürgermeister Dieter Salomon (Bündnis 90/Die Grünen) strebte, zusammen mit einer schwarz-grün-freien Ratsmehrheit, einen vollständigen Verkauf des städtischen Wohnungsbestandes (FSB) an einen privaten Investor an.
Im vierten und ersten erfolgreichen Bürgerentscheid in Freiburg, entschieden die Bürger am 12. November 2006, dass die Stadt Freiburg Eigentümerin der städtischen Wohnungen bleiben soll.
Die Abstimmungsfrage lautete:

„Sind Sie dafür, dass die Stadt Freiburg Eigentümerin der Freiburger Stadtbau GmbH und der städtischen Wohnungen bleibt?, 12. November 2006“

Das Ergebnis war eindeutig.
|          | Wahlberechtigte | Wähler | Ja     | Nein   |
| -------- | --------------- | ------ | ------ | ------ |
| Personen | 148.313         | 59.211 | 41.581 | 17.418 |
| Prozent  |                 | 39,9 % | 70,5 % | 29,5 % |

Ziel der Bürgerinitiative war es den städtischen Wohnungsbestand und damit ein sozialpolitisches Steuerungsinstrument der Stadt zu erhalten. Durch den Erhalt sahen sie die Möglichkeit, die Sicherung von bezahlbarem Wohnraum für breite Schichten der Bevölkerung sicherzustellen und die Möglichkeit einer sozial nachhaltigen Stadtentwicklung zu erreichen.

### Überregionale Bedeutung
Der Bürgerentscheid war deutschlandweit der Erste zu diesem Thema und hatte über Freiburg hinaus eine bundesdeutsche Signalwirkung gegen die Privatisierung von öffentlichen Gütern, insbesondere von kommunalen Wohnungen. So folgten weitere Bürgerinitiativen, nach dem erfolgreichen Bürgerentscheid dem Vorbild so zum Beispiel in Heidelberg, Velbert, aber auch gegen den geplanten Verkauf der 100.000 LEG Wohnungen in Nordrhein-Westfalen.

„Wer öffentliche Wohnungsbestände verkaufen will, stellt sich gegen die Interessen der Mehrheit der Bürger. Das ist das Freiburger Signal an Politiker in ganz Deutschland“

## REIT-Gesetz
Im Rahmen der öffentlichen Anhörung zum „Entwurf eines Gesetzes zur Schaffung deutscher Immobilien-Aktiengesellschaften mit börsennotierten Anleihen“ (REIT-Gesetz) im Deutschen Bundestag nahm Günter Rausch im Februar 2007 stellvertretend für die Bürgerinitiative Wohnen ist Menschenrecht Stellung.